# Малий Хінґан
Хінґан Малий (кит.: 小兴安岭; піньїнь: Xiǎo Xīng'ān Lǐng) — гірський хребет на Далекому Сході у провінції Хейлунцзян Китаю (більша частина) та в Амурській області і Єврейська АО Росії.

## Географія
Китайська частина хребта розташована в провінції Хейлунцзян і відділяє Маньчжурську низовину із річкою Нуньцзян, яка тече на південь від долини Амура, який у цьому районі тече на південний схід.
Російська (північно-східна) частина Малого Хінґану розташована в Амурській області та Єврейській АО, і відділена від основної, китайської частини Малого Хінґану наскрізною ущелиною річки Амур, яка розташована на кордоні Амурської області і Єврейської АО із Китаєм) і має довжину 170 км, а глибина її місцями сягає 600 м.
Гірський хребет складений гранітами, гнейсами, кристалічними сланцями, базальтами. Гірські надра містять поклади золота, залізної руди, кам'яного вугілля, графіту, олова. Біля західного підніжжя розташована група вулканів Удаляньчі (останнє виверження у XVIII столітті). У південній частині хребта окремі висоти сягають майже 1500 м, найвища вершина — Піндіншань (1429 м). У північній частині — висоти сягають 1200 м. Хребет вкритий гірськими лісами. На півночі ялиново-березові ліси та модринова тайга. На півдні — широколистяні ліси (клен, липа, дуб, бархатне дерево).